# 버추얼 보이
버추얼 보이(영어: Virtual Boy, 일본어: バーチャルボーイ)는 닌텐도에서 발매된 3D 게임기이다. 1995년 7월 21일 일본에서 발매되었으며, 발매 당시 정가는 15,000엔이었다. 닌텐도에서는 버추얼 보이를 휴대용 게임기로 개발하였다. 게임 개발 코드네임은 VR32이다.
머리에 쓰는 형태이나 헤드 스트랩은 없으며, 기기에 다리가 달린 형태이다. 오른쪽과 왼쪽의 화면에 시차 개념을 도입하여 3D 화면을 실현했다. PC-FX와 같이 CPU로 NEC의 V810이 채용되었으며, 화면 해상도는 384x224 픽셀이다.
그러나 컬러가 아닌 빨간색 LED를 사용하였고, 3D초점이 잘 맞지 않아 두통과 어지러움을 유발한다는 이유로 판매를 중단하면서 출시된지 1년만에 실패했다. 빨간색 LED는 4계조 색상의 표현이 가능하다.

## 같이 보기
- 닌텐도 라보
- 세가 VR
- 가상 현실